# Marcel Leprin

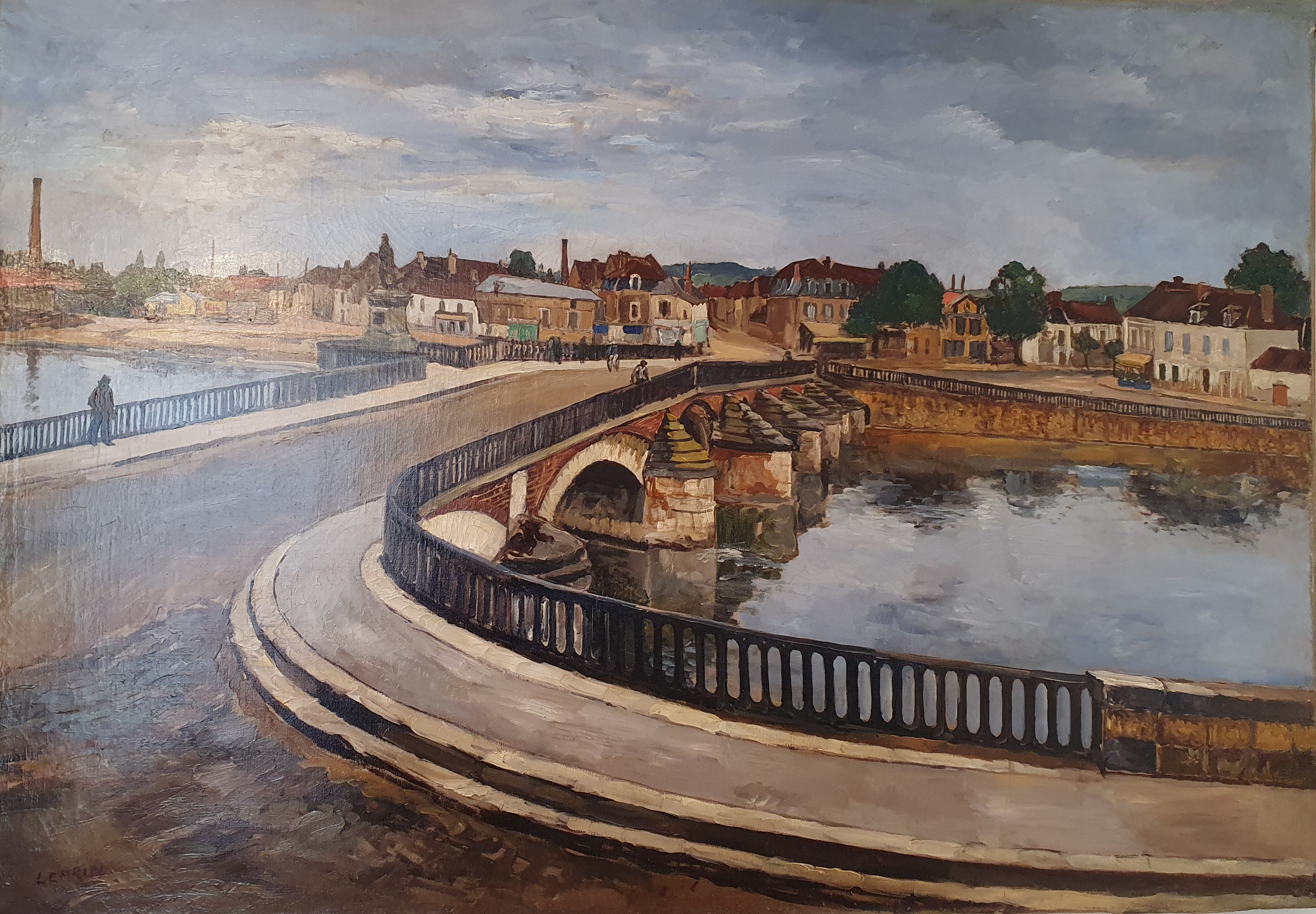
Vieux Pont d'Auxerre - Huile sur toile. Collection privée

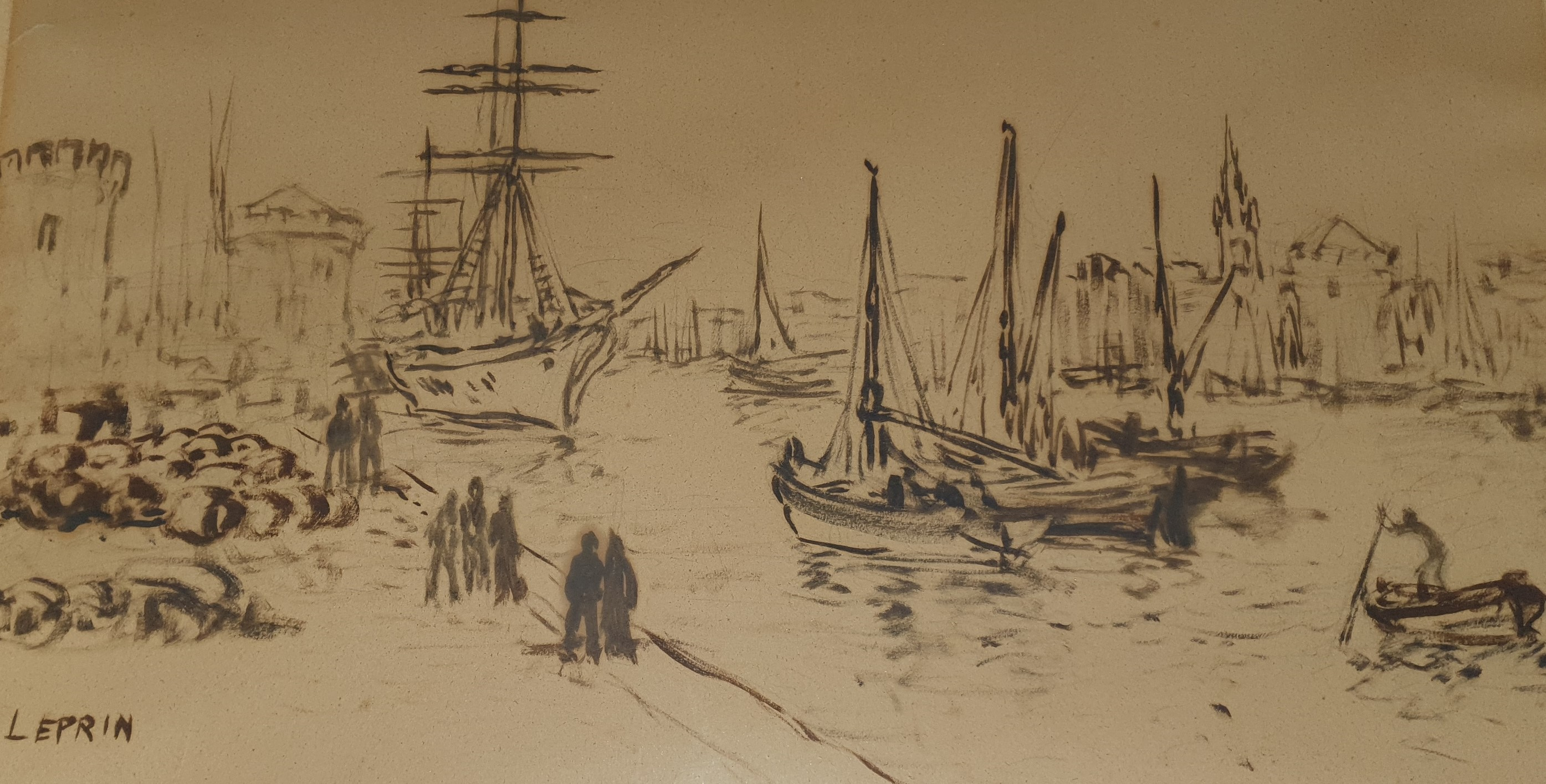
"bassin de Saint-Malo"- détail - dessin sur papier - collection privée

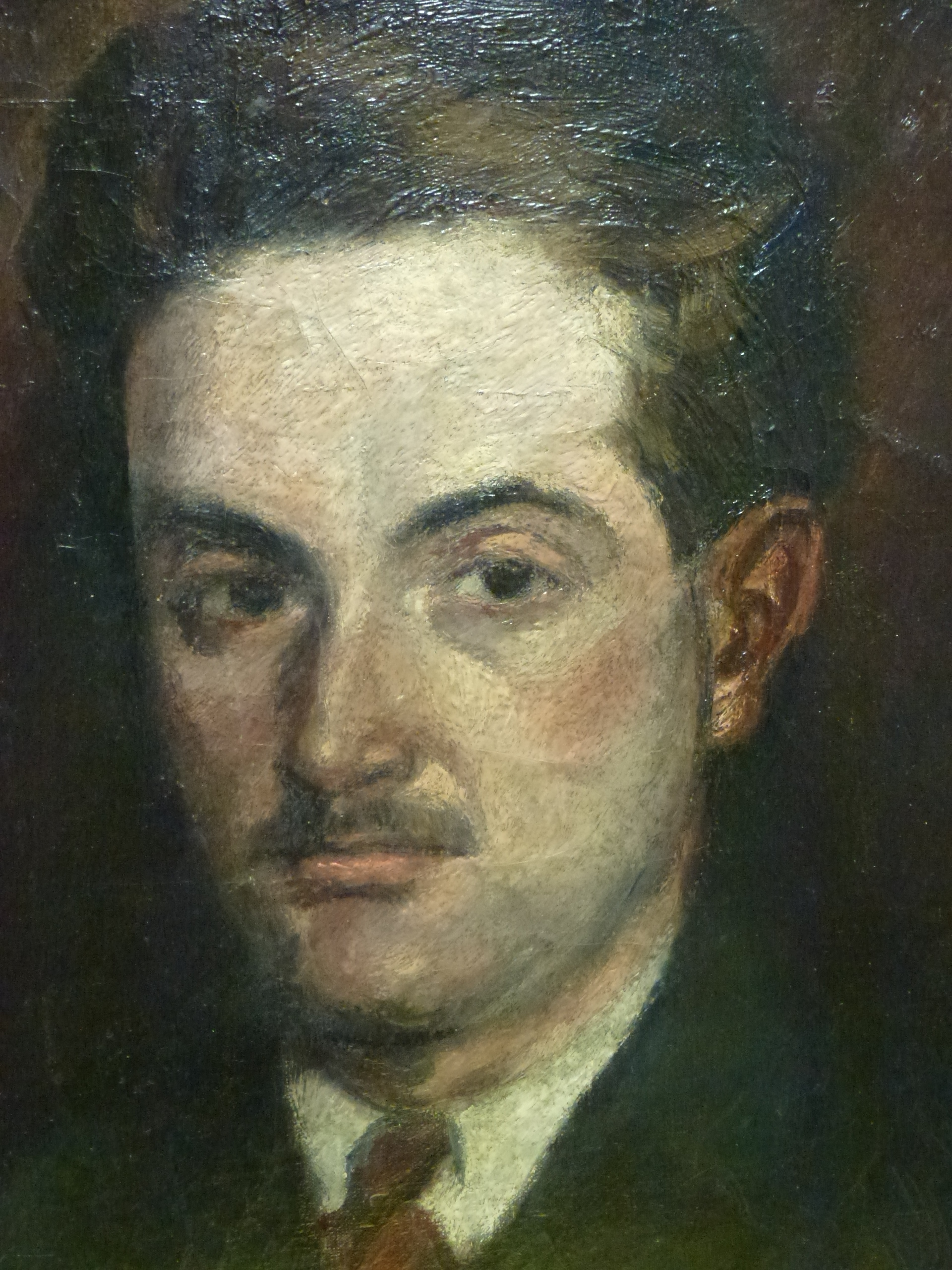
"Homme à la cravate rouge" circa 1925 - collection privée

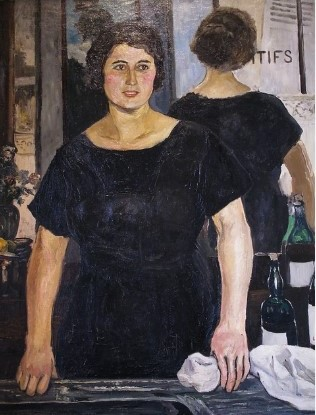
La Belle Cabaretière - Musée de Montmartre

Marcel François Leprin (Cannes, 12 février 1891 - Paris, 27 janvier 1933) est un peintre et dessinateur français.

## Biographie
Orphelin, Leprin vit une jeunesse difficile à Marseille, il est livré à lui-même et mène une vie de bohème. Il est recueilli par les Pères salésiens de Don Bosco qui l’initient, remarquant ses dons, au dessin et à la lithographie. Il commence à peindre sur le vieux port. Très tôt, il s'oriente vers une carrière dans la corrida à Barcelone, mais doit renoncer pour partir au combat lors de la première guerre mondiale qu'il effectuera à bord du "Waldeck-Rousseau".
À trente ans, en 1921, il rejoint Paris et erre sur la butte Montmartre où il sympathise avec les artistes rencontrés dans les bistros ou d'autres peintres qu'il côtoie comme Pascin, Heuzé, Frank-Will ou encore Gen Paul. Chez la Mère Catherine qui le nourrit contre des toiles ou une fresque, Leprin y fréquente Valadon, Utter ou Utrillo. Il vit de la vente de dessins et pastels aux touristes. En 1924, il signe un contrat d'exclusivité avec Henri Bureau, encadreur à Montmartre, qui lui propose de l'aider et de favoriser sa carrière (c'est chez Henri Bureau qu'il se liera d'amitié avec le peintre Frank-Will). En 1926, il entreprend un voyage à travers la campagne française et peint de nombreux paysages ou vues de villes et villages. D'abord Meaux, Avallon, puis en 1927 il visite Poitiers, Rouen , Honfleur, Caen, Auxerre... et en 1931 il peint la Bretagne comme Saint-Malo ou à nouveau la Normandie comme Honfleur.
Malgré le succès remporté par les deux expositions à la galerie Druet qu'il fait à Paris en 1928 et 1931, Marcel Leprin reste un peintre solitaire et dépressif, il sombre dans la boisson et la drogue et meurt en 1933 à l'hôpital Tenon à Paris (20e).

## Œuvre

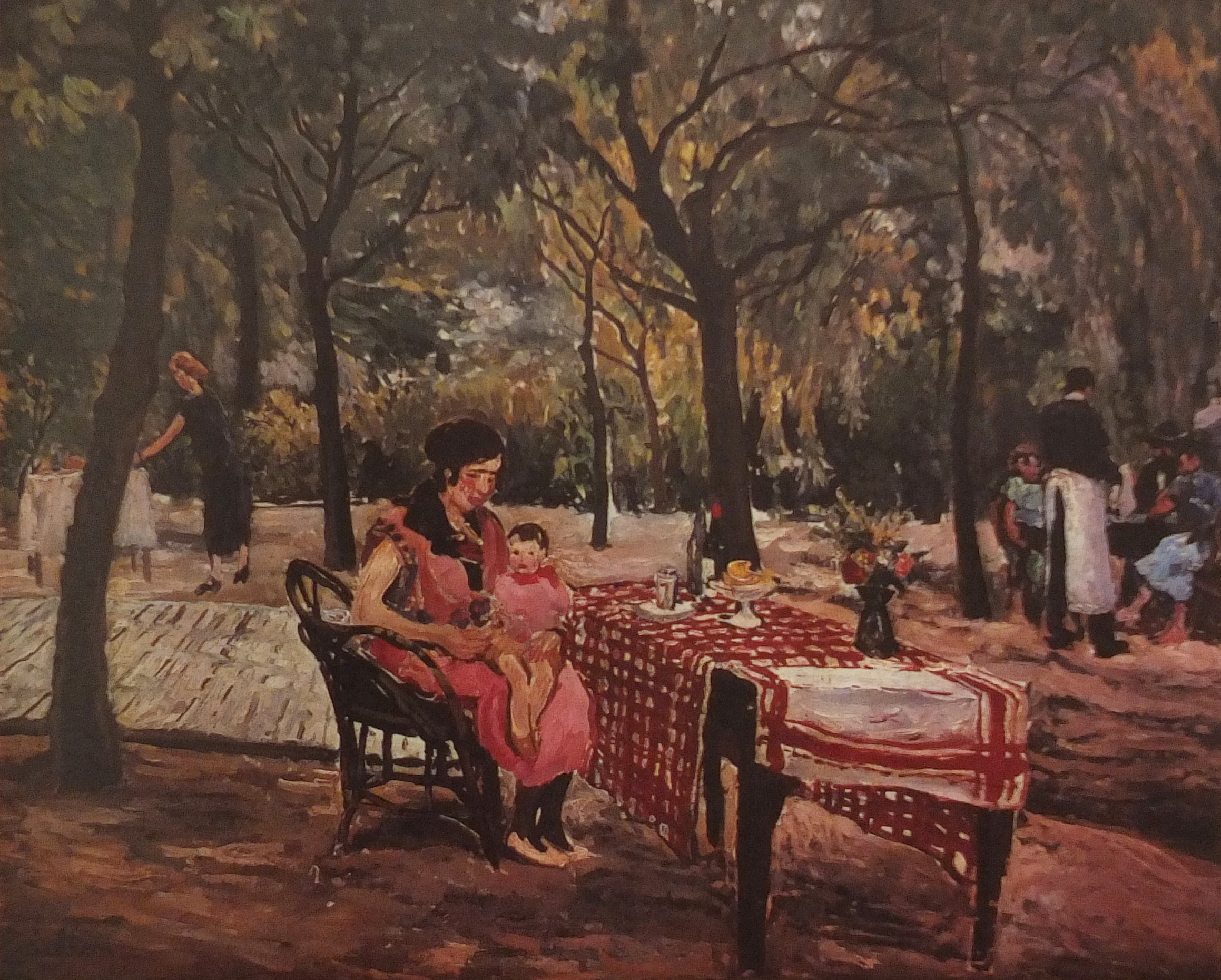
Terrasse au moulin de la Galette, 1924.

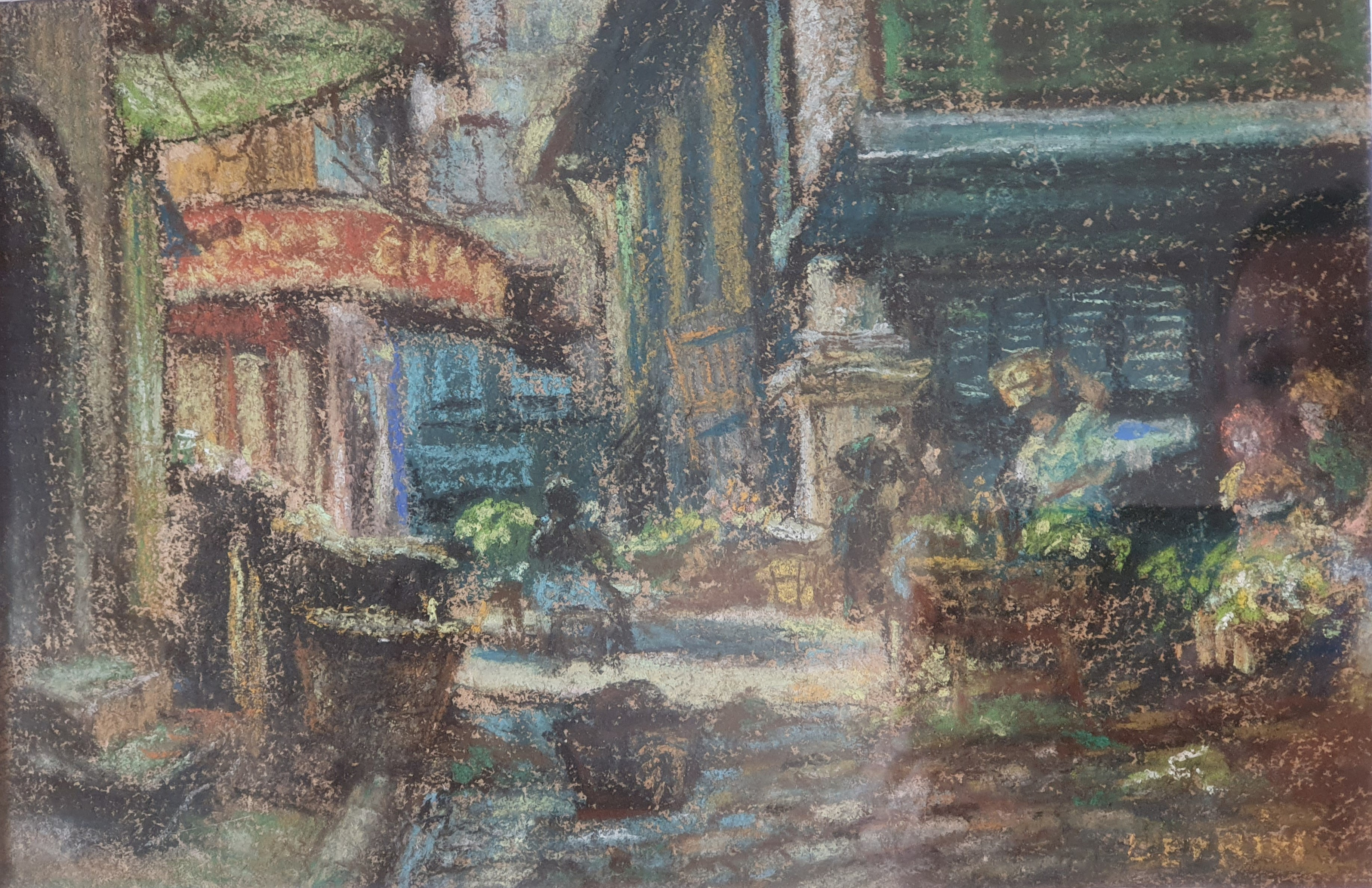
"Scène de marché" Pastel - Marseille circa 1920

Mort prématurément à 41 ans, Marcel Leprin laisse environ 700 toiles, il peint suivant les circonstances de sa vie, on peut distinguer trois périodes dont les styles différents expriment sa situation mentale et matérielle, la période marseillaise, constituée notamment de grandes peintures murales décoratives, la période Montmartroise, assez sombre et commerciale, la période des voyages en province, plus chaleureuse et créative.
Il s'illustre aussi dans des tableaux de corridas, réalise des portraits, des natures mortes, des paysages en maitre du trait et des techniques délicates comme le pastel.

## Œuvres dans les collections publiques
- Calais, Musée des Beaux-Arts : Le Bassin d'Honfleur, 1930, huile sur toile, 65 × 93 cm[7]
- Chambéry, Musée des Beaux-Arts : : Maison dans la campagne, huile sur toile, 34,8 × 48 cm[8]
- Menton, musée des Beaux-Arts : 
  - Rue de village, huile sur toile, 54 × 46 cm[9]
  - Vase de fleurs, 1923, huile sur toile, 73 × 60 cm[10]
  - La Rue Lepic, huile sur toile, 33 × 53 cm[11]
  - Portrait de Charles Wakefield-Mori, huile sur toile, 65 × 54 cm[12]
- Paris:
- musée Carnavalet :
  - Le Moulin de la Galette, vers 1920, huile sur toile, 38,5 × 57,5 cm[13]
  - L'église Saint-Germain-de-Charonne, la place Saint-Blaise et la rue de Bagnolet, 59,6 × 80,4 cm[14]

- Musée d'Art moderne : L'Abri Saint-Joseph, vers 1924, huile sur toile, 60 × 73`cm[15]
- Musée de Montmartre: La Belle Cabaretière, 1924, huile sur toile 116x90 cm [16]

## Expositions
- Rétrospective de ses œuvres au Salon d'Automne en 1933, dont il fut sociétaire en 1922.
- Marcel Leprin et ses amis, Paris, musée Galliéra, décembre 1964 - janvier 1965.
- Rétrospective Galerie Vestart, 1061 Madison, 628-0030 New-York; 25 œuvres. mars 1970[17]
- Rétrospective Marcel Leprin, Palais de la Méditerranée, Nice, mars, avril, mai 1972.
- Paris vu par les peintres de Corot à Foujita, Musée Carnavalet, 1978[18]
- Uzès Exposition I: Histoire de l'Art, XIXe et XXe siècles, Morceaux choisis, 1982[19]